# 王海涛 (解放军)
王海涛，河南新县人，2006年6月任浙江省军区参谋长。2007年7月晋升少将。2009年5月任浙江省军区副司令员。2011年任南京军区副参谋长。2013年12月至2015年7月担任浙江省军区司令员。